# Weißer See (Berlin)
Der Weiße See (umgangssprachlich gelegentlich auch Weißenseer See) in Berlin liegt im Ortsteil Weißensee des Bezirks Pankow. Der 8,3 Hektar große See mit einem Volumen von ca. 360.000 m³ hat eine Ausdehnung von rund 300 m in Ost-West- und 350 m in Nord-Süd-Richtung. Auf der Liste der Seen in Berlin nimmt das Stillgewässer mit einer maximalen Tiefe von 10,64 Metern den siebten Platz ein.
Der 21 Hektar große Park am Weißen See mit Strandbad am Ost- und dem Café Milchhäuschen am Westufer ist ein beliebtes Ausflugsziel.

## Entstehung und Zustand
Der See und die umgebende Landschaft wurden von der Weichseleiszeit geprägt. Er ist eingebettet in die Grundmoränenlandschaft des Niederen Barnims. Beim Abschmelzen des Eises blieb an dieser Stelle zunächst ein Eisblock erhalten, der beim späteren Abtauen einen Toteissee bildete. Dieser war Ursprung des heutigen Weißen Sees. Es entstanden über Jahrhunderte Siedlungen am See, die vor allem landwirtschaftlich geprägt waren; die älteste bekannte Siedlung stammt aus dem 13. Jahrhundert. Ein Fischerdorf war Weißensee jedoch nie.
Mindestens während des 14. Jahrhunderts wurde der Weiße See auch Großer See genannt.
Der Wasserhaushalt wurde in den letzten 150 Jahren durch ufernahe Bebauung und Versiegelung des Einzugsgebietes sowie klimatische Veränderungen (geringere Niederschlagsmengen und erhöhte Verdunstung) zunehmend gestört. Insbesondere seit der Jahrtausendwende hat sich die maximale Tiefe von 10,64 m im Jahr 2002 über 9,50 m im Jahr 2014 auf nunmehr 8,56 m im Mai 2017 verringert. Entsprechend dem hypsographischen Profil von 2002 dürfte sich damit die Fläche seit 2002 um ein Viertel auf ca. 6 ha und das Volumen um 40 Prozent verringert haben. Einige Gastronomen von Einrichtungen rund um den See planten 2017 eine Kampagne, um den See mit bis zu 40.000 m³ wieder aufzufüllen. Bis zur Wende wurde, um den Seespiegel zu halten, Wasser aus der Quelle des Getränkekombinats in der Indira-Gandhi-Straße eingeleitet.

## Strandbad Weißensee

### Offizielle Badeanstalt ab beginnendem 20. Jahrhundert
Als Überbleibsel der Kultureinrichtungen des Sterneckerschen Etablissements im 1919 abgebrannten Schloss Weißensee existiert das noch heute genutzte Strandbad Weißensee von 1912. Nach Schwankungen der Wasserqualität Anfang des 21. Jahrhunderts wird die Wasserqualität des Sees bei regelmäßigen Überprüfungen in den letzten Jahren als ausgezeichnet bewertet.
Die Freibadeanstalt auf der südöstlichen Seite des Sees befindet sich im Eigentum der Berliner Bäderbetriebe und ist an eine Strandbadgesellschaft verpachtet. Dazu gehören ein kleines Café und ein Sanitärgebäude, die häufig den hygienischen Forderungen neu angepasst wurden. Das entstehende Abwasser wird nach einer Zwischenspeicherung in das städtische Abwassernetz gepumpt.

### Bauschaden 2016 mit drohender Insolvenz
Im Jahr 2016 begannen in der Nachbarschaft der Badeanstalt Bauerschließungsarbeiten für neue Eigentumswohnungen. Dabei wurde das Abwasserrohr der Badeanstalt beschädigt und der Badebetrieb konnte in der Saison 2017 vorerst nicht beginnen. Die Verantwortlichkeit für den Schaden und damit die Finanzierung der Reparatur, die etwa 125.000 Euro kosten sollte, war Gegenstand von juristischen Auseinandersetzungen. Ohne eine provisorische Ersatzlösung oder eine schnelle Reparatur hätte die Betreibergesellschaft im Mai 2017 Insolvenz anmelden müssen. Am 15. Mai 2017 veröffentlichte die Presse die Mitteilung, dass der Bauherr der Wohnanlage alle Reparaturen übernimmt und bis zur Erledigung mobile Einrichtungen auf seine Kosten aufstellen lassen wird. Das Strandbad konnte noch im gleichen Jahr wieder geöffnet werden.

## Regulierungsfunktion des Sees
Der Weiße See hat neben seiner Funktion als Bade- und Erholungsgewässer auch technische Funktionen als Überlaufgewässer der Weißenseer Regenwasserableitungen. Der Wasserstand des Sees wird durch die Berliner Wasserwirtschaft auf einheitlichem Niveau gehalten und durch die Badeanstalt bestimmt. Bei ausbleibendem Regen kann aus einer benachbarten Quelle Wasser unter der Aussichtsplattform zugepumpt werden. Da diese Pumpen dem jetzigen Bezirk Pankow Kosten verursachen, ist diese Wasserzuführung finanziell begrenzt. Aufgrund der fehlenden finanziellen Mittel und des wenigen Regens trocknet der Weiße See stetig weiter aus. Eine Spendenkampagne des Strandbadbesitzers Alexander Schüller konnte dies im Jahr 2018 ändern. Typisch für den Weißen See ist die Mittelfontäne von beachtlicher Höhe, die mit Hilfe des Vereins Junge Tauchpioniere Berlin e. V. jährlich in Betrieb genommen wird.

## Umgebung

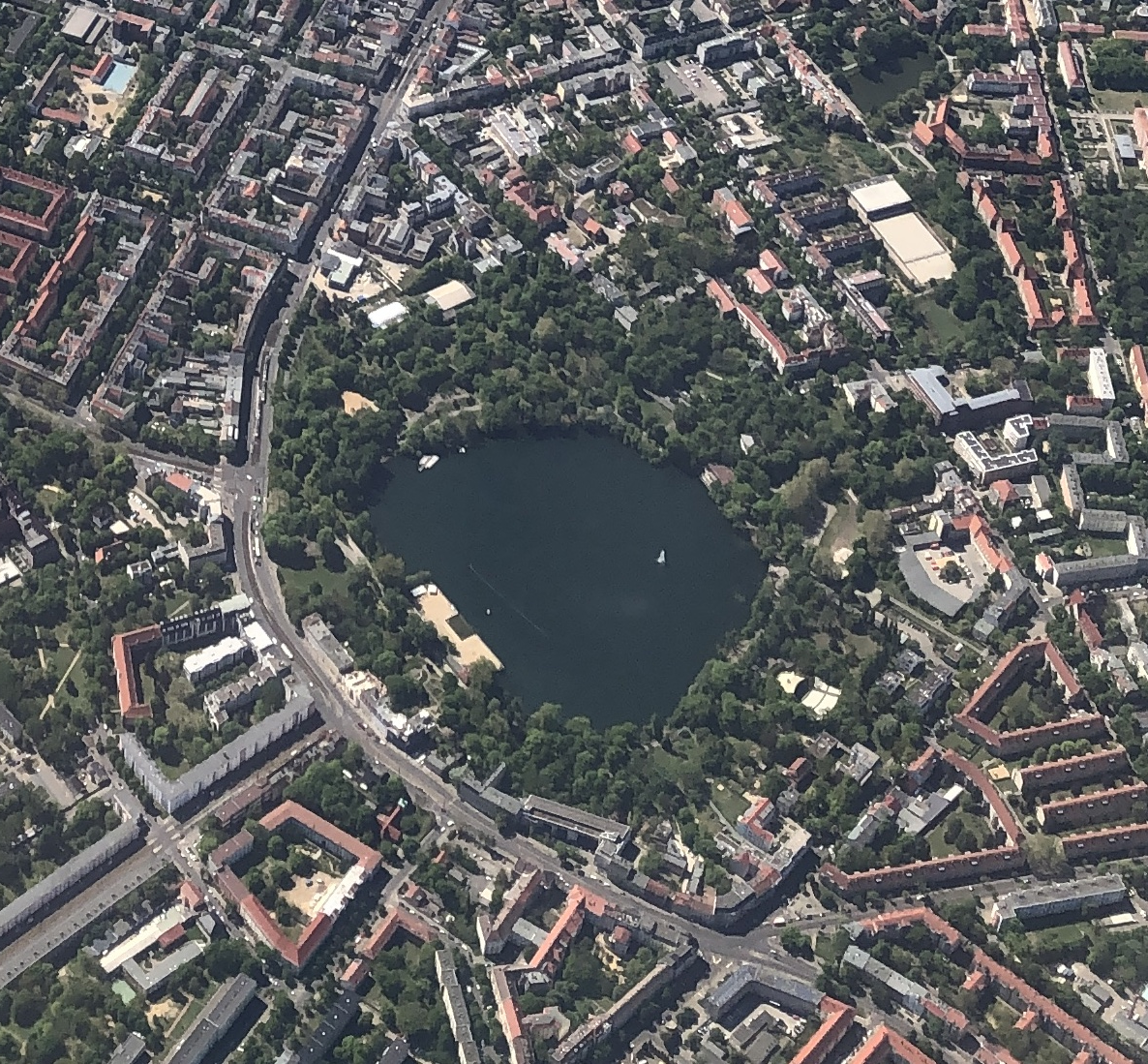
Der Weiße See und seine Umgebung

Um den See herum befindet sich der Park am Weißen See. An seinem Ufer gibt es eine Bootsausleihstation, eine Freiluftbühne und das historische Milchhäuschen
Zwei Spielplätze, der eine mit wasserspeienden Steinfiguren (auch Plansche genannt) und ein angrenzendes Blindenheim sind ebenfalls erwähnenswert. Gegenüber dem Strandbad befindet sich auf der Ostseite der Berliner Allee die Dorfkirche Weißensee, das älteste Gebäude im alten Dorfkern des Ortsteils Weißensee.
Die Straßenbahn-Haltestelle an der Berliner Allee Ecke Indira-Gandhi-Straße, gegenüber dem Park am Weißen See, heißt ebenfalls „Weißer See“.

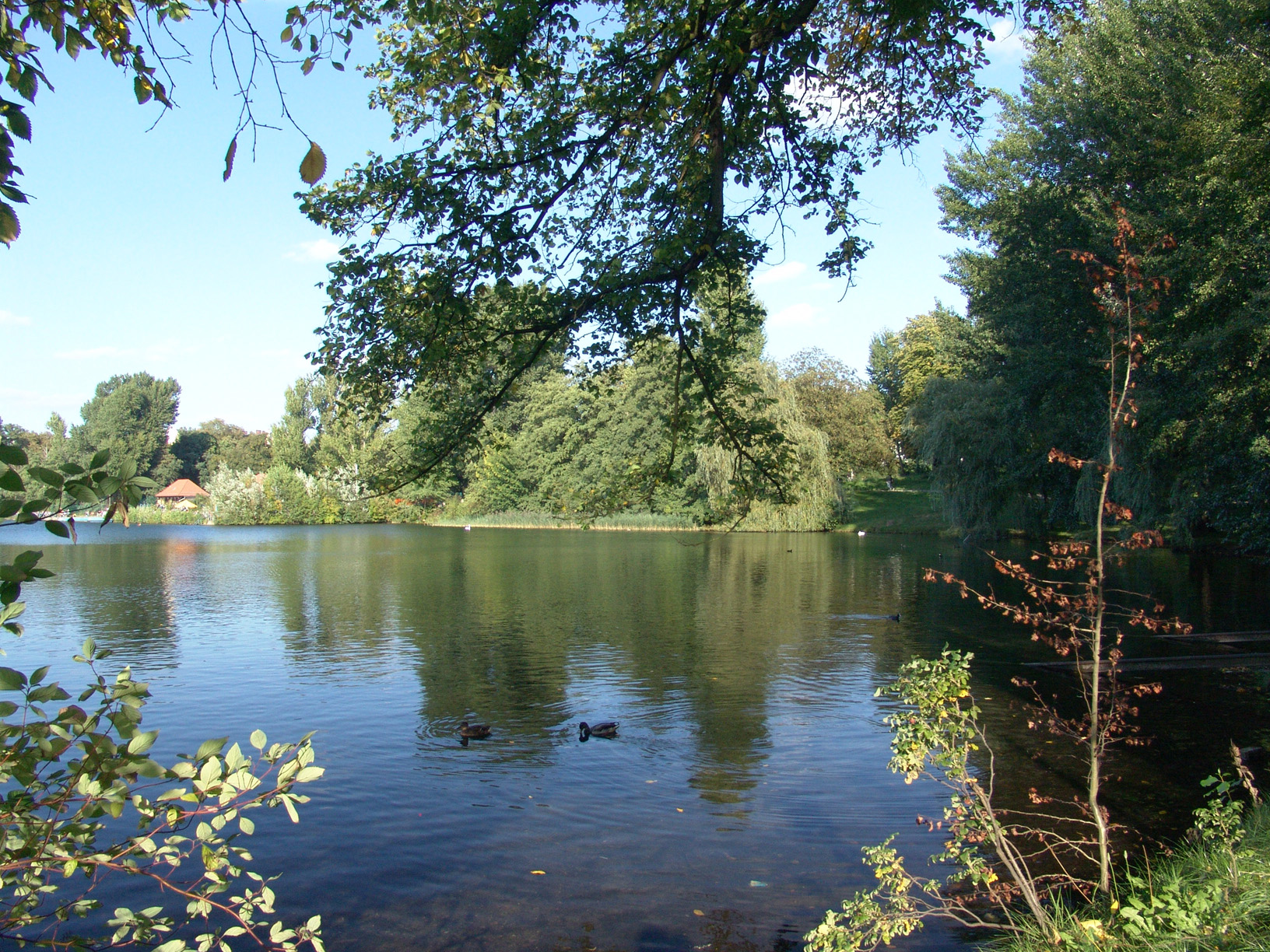
Blick in Richtung Seeweg (Berliner Allee)
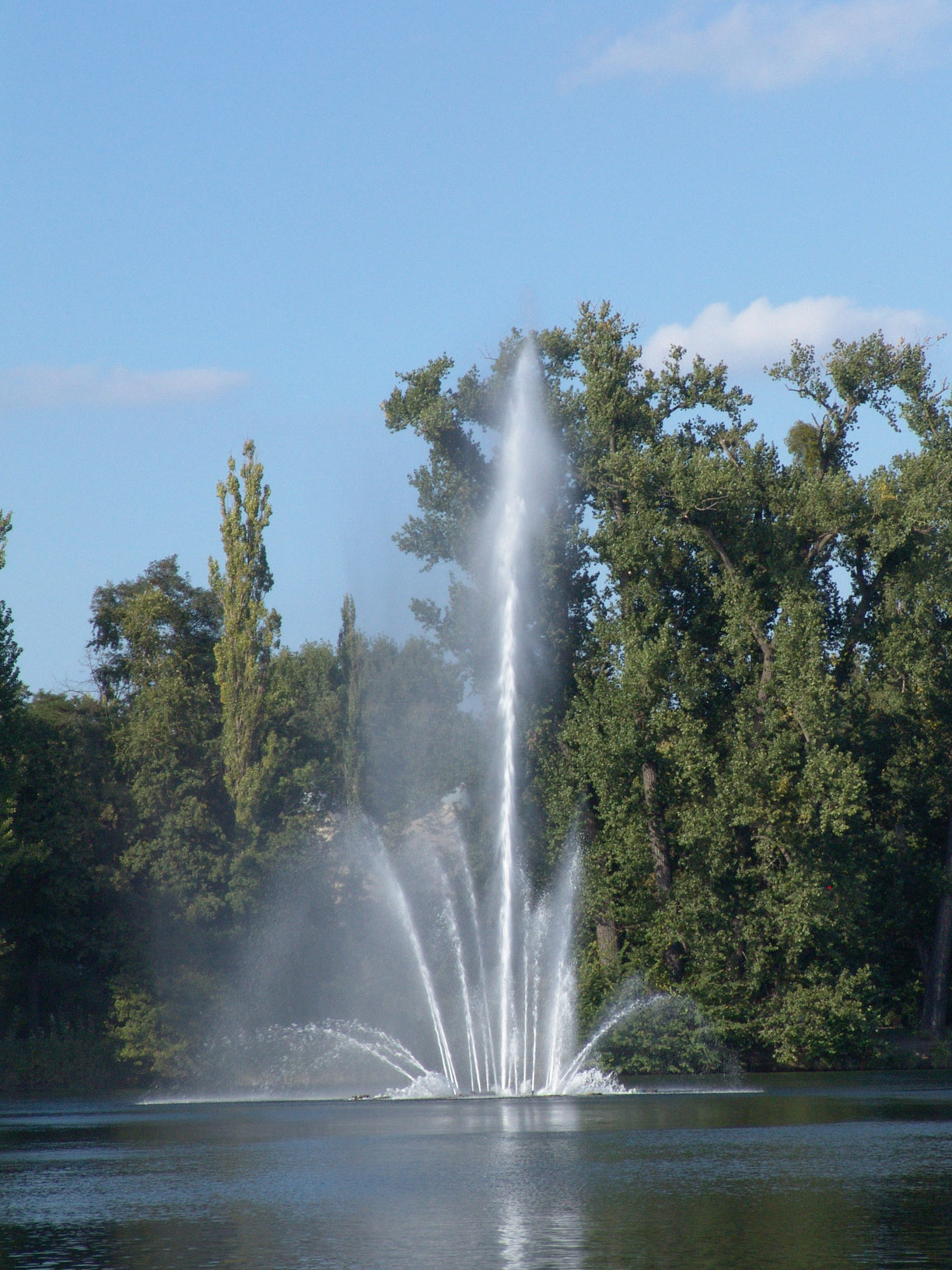
Fontäne. Blick in Richtung Freilichtbühne
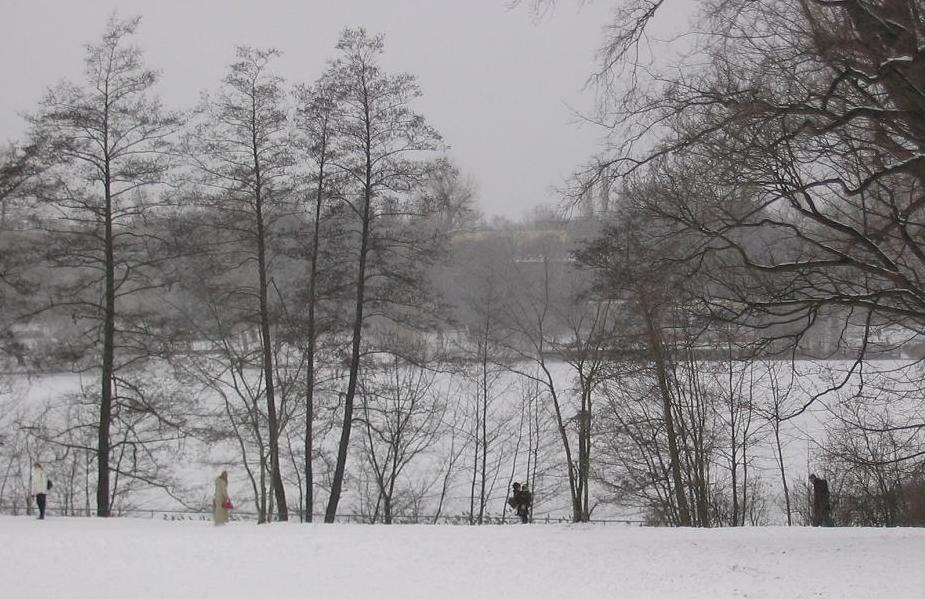
Weißer See im Winter
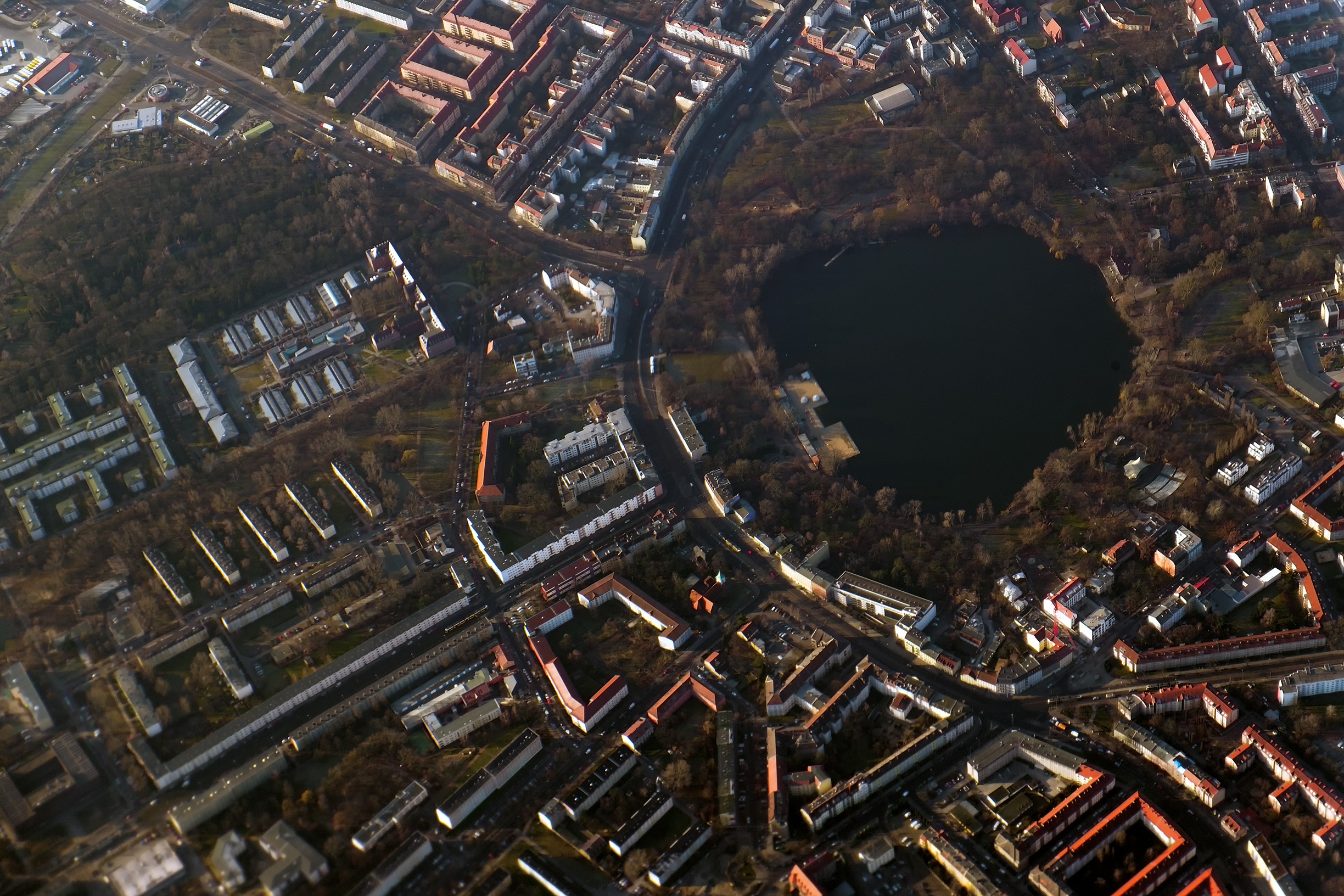
Luftbild von Nordost
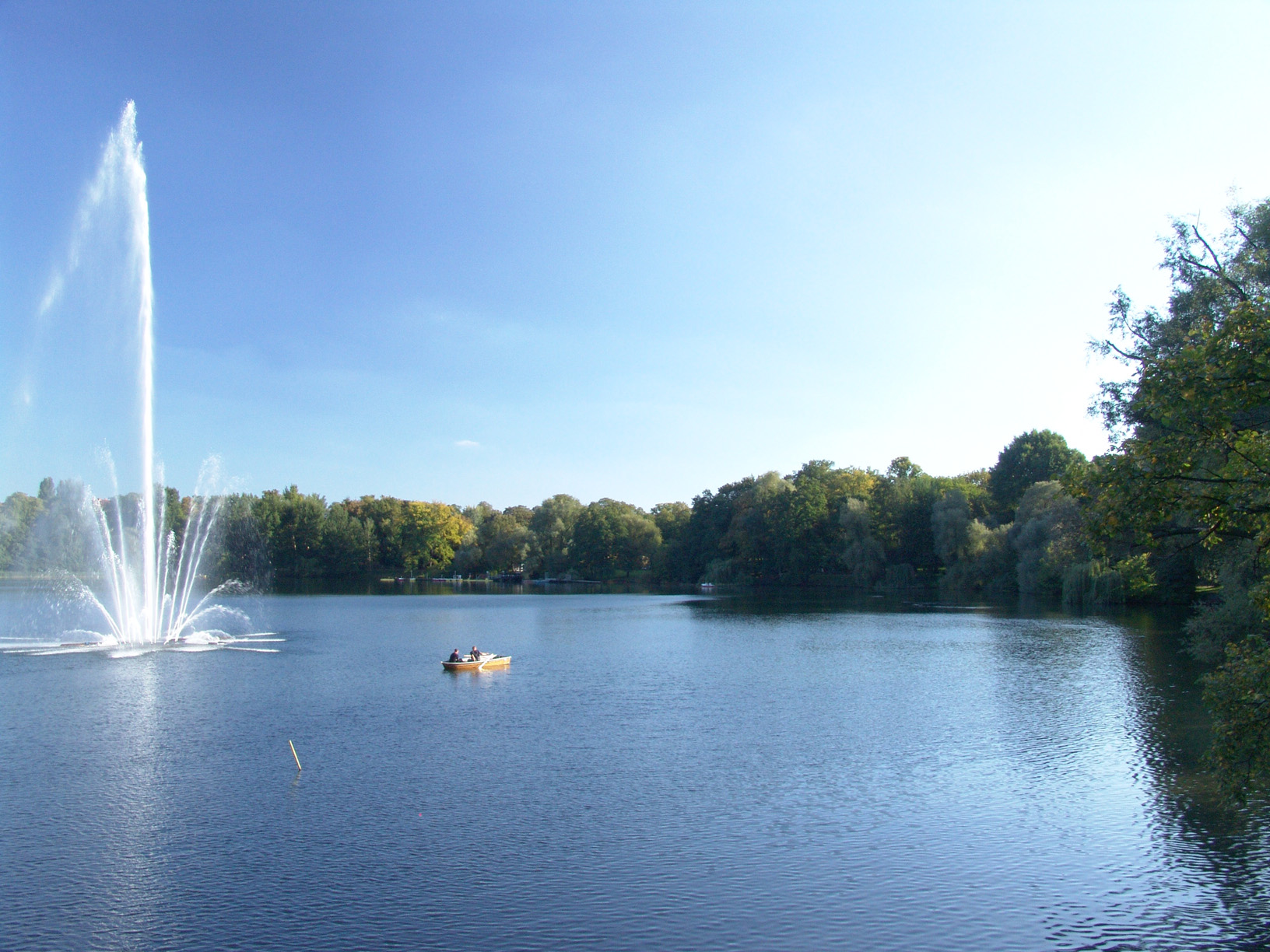
Blick von der Terrasse am See nach Süden
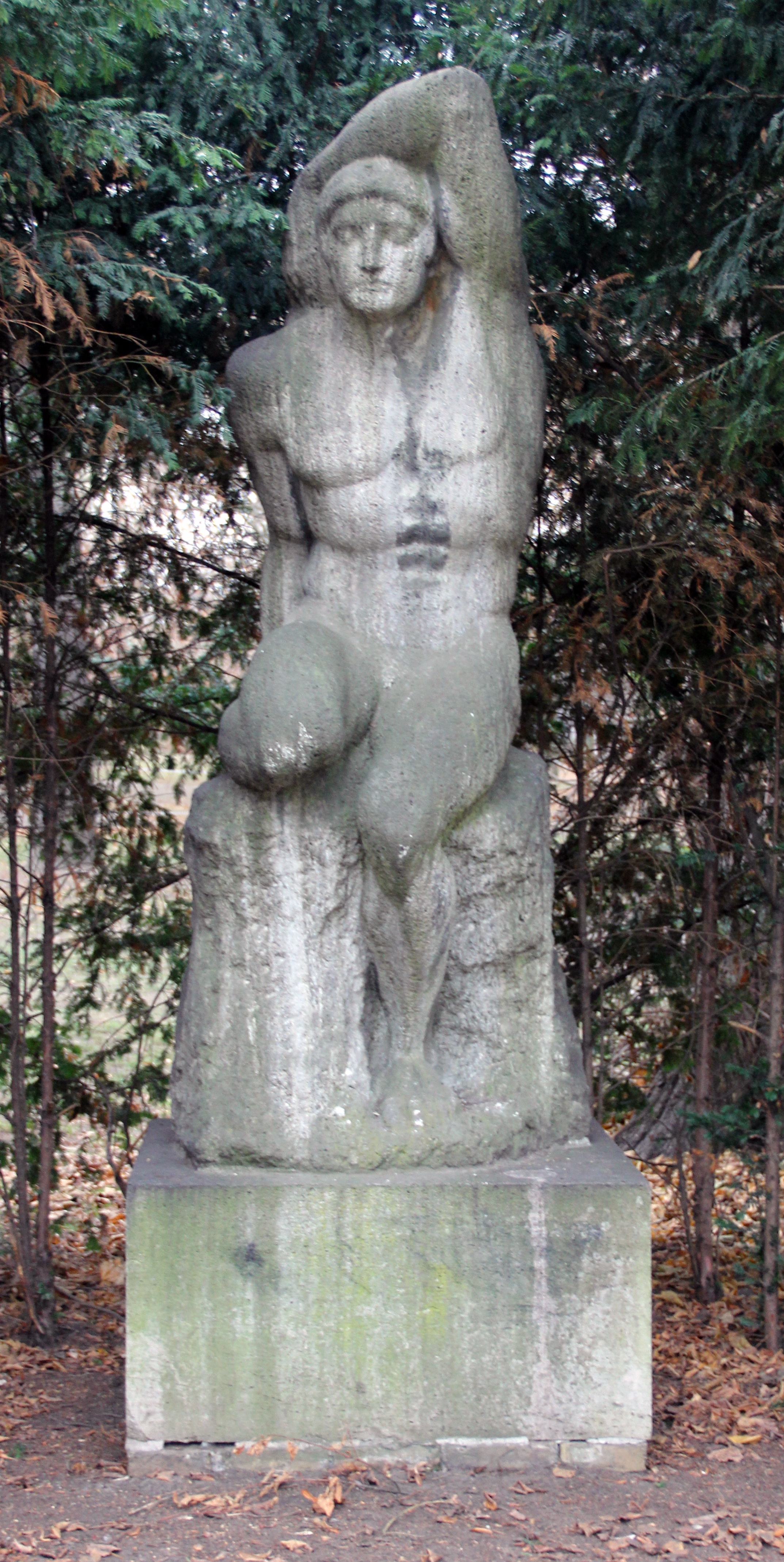
Der Schwimmer von Otto Placzek (1924)